# Pachychernes shelfordi
Espèce
Pachychernes shelfordi est une espèce de pseudoscorpions de la famille des Chernetidae.

## Distribution
Cette espèce se rencontre au Mexique et aux États-Unis.

## Description
La femelle holotype mesure 2,55 mm

## Étymologie
Cette espèce est nommée en l'honneur de Victor Ernest Shelford.

## Publication originale
- Hoff, 1946 : Descripcion de una especie nueva del genero Pachychernes Beier 1932 (Pseudoscorpionida). Ciencia Mexico, vol. 7, no 1/3, p. 13-14 (texte intégral).